# Херрман, Йоахим
Йоахим Херрман (нем. Joachim Herrmann; 19 декабря 1932, Бад-Бельциг, Бранденбург — 25 февраля 2010, Берлин) — немецкий историк, археолог, специалист по истории балтийских славян, руководитель Центрального института древней истории и археологии (ZIAGA) Академии наук ГДР с 1969 года. Президент Исторического общества ГДР (1986—1990). Академик Академии наук ГДР (1974; член-корреспондент 1972). Герой Труда ГДР (1981). Лауреат Национальной премии ГДР второго класса (1971).

## Биография
Родился 19 декабря 1932 году в Бад-Бельциге в семье мельника.
Учился с 1951 по 1955 год в университете Гумбольдта в Берлине по специальностям история, археология, этнография и геология.
В 1958 году защитил кандидатскую диссертацию по теме «До- и ранне-исторические укрепления большого Берлина и окрестностей Потсдама».
В 1956 году стал научным ассистентом в институте ранней истории Немецкой академии наук, в 1960 году — старшим преподавателем.
В декабре 1965 года получил степень доктора философии, защитив диссертацию на тему «Управление, экономика и общественные отношения славянских племен междуречья Нейсе и Эльбы».
Вел важные раскопки средневековых замков в Кепенике, в Ральсвике, Рюгене и в Миттельмарке.
Работы Херрманна была высоко оценена не только в ГДР.
В 1971 году Херрманн был удостоен Национальной премии ГДР второго класса, а в 1981 году получил почетное звание Героя труда.
В 1972 году он стал членом-корреспондентом, а в 1974 году — действительным членом Академии наук ГДР. В 1982 году стал членом Германского археологического института.
В 1985 году он стал членом бюро Всемирной ассоциации историков Международный комитет исторических наук (CISH), а с сентября 1990 года стал единственным немецким представителем в этой организации.
С 1986 по 1990 год Херрманн был президентом научного общества «Урания», а до падения ГДР был главой Исторического общества ГДР.
В 1990 году он стал членом Украинской академии наук, а с 1993 года стал секретарем Лейбницкого Общества наук в Берлине, где до 2009 года был ответственным за общественные и гуманитарные науки.
В 1990 году стал почётным доктором Афинского университета.
В 2009 году награждён Лейбницким научным обществом медалью Даниеля Эрнста Яблонского.
Умер 28 февраля 2010 года от рака.

## Труды
- Kultur und Kunst der Slawen in Deutschland von 7. bis 13. Jahrhundert. Herausgegeben aus Anlass des Internationalen Kongresses für Slawische Archäologie in Warschau. Institut für Vor- und Frühgeschichte Berlin 1965.
- Zwischen Hradschin und Vineta. Frühe Kulturen der Westslawen. Urania-Verlag, Leipzig-Jena-Berlin 1971.
- Spuren des Prometheus. Der Aufstieg der Menschheit zwischen Naturgeschichte und Weltgeschichte. Urania-Verlag, Leipzig-Jena-Berlin 1975.
- Wikinger und Slawen. Zur Frühgeschichte der Ostseevölker. Akademie-Verlag Berlin 1982.
- (Hrsg.):  Die Slawen in Deutschland. Geschichte und Kultur der slawischen Stämme westlich von Oder und Neiße vom 6. bis 12. Jahrhundert. Akademie-Verlag, Berlin 1985 (Veröffentlichungen des Zentralinstituts für Alte Geschichte und Archäologie der Akademie der Wissenschaften der DDR, Bd. 14).
- Die Slawen in der Frühgeschichte des deutschen Volkes. Georg-Eckert-Institut für Internationale Schulbuchforschung, Braunschweig 1989.